# Prosopis abbreviata
El algarrobillo espinoso (Prosopis abbreviata) es una especie de árbol leguminosa en la familia Fabaceae.
Es endémica de Argentina. Está amenazada por pérdida de hábitat y sobreexplotación para carbón. 

## Descripción
De 2–4 m de alto, con tronco de hasta 1 dm de diámetro, es arborescente o arbustivo, endémica del centro-oeste de Argentina (provincias de Catamarca, Córdoba, Santiago del Estero, San Juan, San Luis), poco frecuente debido probablemente a la excesiva explotación para leña (Burkart, 1976).

## Taxonomía
Prosopis abbreviata fue descrita por George Bentham y publicado en Journal of Botany, being a second series of the Botanical Miscellany 4(31): 352. 1841.
Etimología
Prosopis: nombre genérico otorgado en griego para la bardana, pero se desconoce por qué se aplica a esta planta.
abbreviata: epíteto latino que significa "acortada".
Sinonimia
- Strombocarpa abbreviata (Benth.) Hutch
- Prosopis reptans Benth.[4]

## Fuente
- Prado, D. 1998. Prosopis abbreviata. 2006 IUCN Lista Roja de Especies Amenazadas; bajado 19 de julio de 2007